# Иоганн II Нассауский
Иоганн Нассауский (1360—23 сентября 1419) — архиепископ майнцский (с 1397 по 1419).
Сын графа Адольфа Нассауского. Был ревностным приверженцем оппозиции курфюрстов против короля Венцель. Когда королём был выбран Рупрехт, то Иоанн был несогласен и с таким выбором: он стоял за папу Александра V, в то время как Рупрехт придерживался стороны Григория XII.
После смерти Рупрехта Иоанн сначала поддерживал Йоста (Йодокуса) против короля Сигизмунда. На соборе в Констанце Иоанн был за Яна Гуса.